# Benny Carter
Bennet Lester Carter, detto Benny (New York, 8 agosto 1907 – Los Angeles, 12 luglio 2003), è stato un sassofonista, trombettista, arrangiatore jazz statunitense.
Maestro riconosciuto del sax alto, stilisticamente Benny Carter ha rappresentato un ponte tra lo swing e il bebop. Il suo ruolo di contraltista è rimasto predominante sin dagli esordi - nel 1928 - fino agli ultimi giorni di attività, negli anni 1990.
Strumentista instancabile, ma anche compositore, arrangiatore, leader e anche trombettista e clarinettista di qualità, era chiamato King (il re) dagli altri musicisti jazz.
Il ruolo di Benny Carter come artista jazz è stato ufficialmente riconosciuto in più occasioni. Nel 1986, il "National Endowment for the Arts" conferì a Benny Carter la massima onorificenza per il jazz, il NEA Jazz Masters Award. Nel 1987 ricevette il Grammy Lifetime Achievement Award e; nel corso di questa edizione dei Grammy, Carter era presente con l'album "Billy Eckstine sing with Benny Carter". Nel 1994, il Grammy Award per la sua versione di  "Prelude to a Kiss". Sempre nel 1994, ricevette una stella sulla "Hollywood Walk of Fame". Nel 2000, l'allora presidente degli Stati Uniti, Bill Clinton, gli consegnò la National Medal of Arts del National Endowment for the Arts.

## Biografia

### Giovinezza
Nato a New York nel 1907, il più giovane e l'unico maschio di tre figli, Benny ricevette le prime lezioni di pianoforte da sua madre, e continuò a studiare musica quasi esclusivamente da autodidatta. Uno dei suoi vicini di casa all'epoca era Bubber Miley, prima tromba nell'orchestra di Duke Ellington, e questo spinse il giovane Carter a comprare una tromba. Quando però si accorse di non riuscire a suonare come Miley, scambiò la tromba con un sassofono. A quindici anni Benny prendeva già parte alle jam session che si svolgevano in diversi locali di Harlem, a fianco di artisti come il cornettista Rex Stewart, il clarinettista Sidney Bechet, i pianisti Earl Hines, Willie "The Lion" Smith, Fats Waller, James P. Johnson, Duke Ellington ed i loro gruppi. Dal 1924 al 1928, Carter si procurò una fondamentale esperienza professionale lavorando come sideman per alcune delle migliori orchestre di New York.

### Prime registrazioni

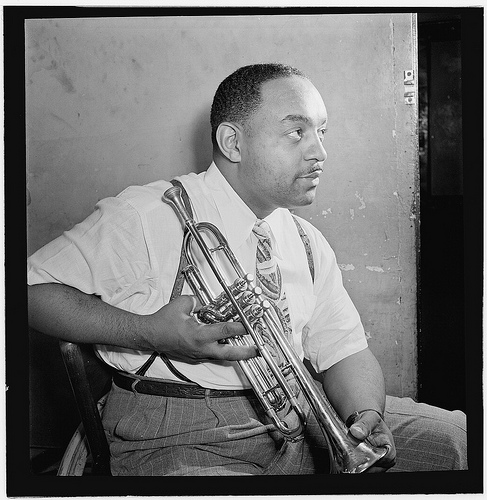
Benny Carter all'Apollo Theater, 1947 ca.
Foto William P. Gottlieb.

Carter entrò in sala di registrazione per la prima volta nel 1928, con l'orchestra di Charlie Johnson, fungendo anche da arrangiatore dei brani che vennero registrati nella sessione. L'anno seguente fondò la sua prima big band. Nel 1930 e nel 1931 lavorò al seguito di Fletcher Henderson divenendo rapidamente l'arrangiatore principale. Dopo un breve periodo a Detroit come leader dei McKinney's Cotton Pickers, nel 1932 tornò a New York a capo di una propria orchestra di nuova formazione, per la quale assunse solisti di vaglia quali Leon "Chu" Berry (sax tenore), Teddy Wilson (piano), Sid Catlett (batteria), e Dicky Wells (trombone). Il repertorio comprendeva arrangiamenti originali estremamente complessi e sofisticati, molti dei quali divennero famosi e furono suonati da molte altre orchestre ("Blue Lou" ne è un ottimo esempio. Durante quegli anni, Carter scrisse anche diversi arrangiamenti per Duke Ellington. A questo punto, la sua fama di arrangiatore era almeno pari a quella di capo orchestra e strumentista. Tra i suoi più famosi arrangiamenti si possono ricordare  "Keep a Song in Your Soul", scritto per Fletcher Henderson nel 1930, "Lonesome Nights" e "Symphony in Riffs" entrambi del 1933, in cui Carter mette in evidenza la fluidità della sua scrittura per la sezione dei sassofoni.
All'inizio degli anni trenta Carter e Johnny Hodges si dividevano la reputazione di miglior contraltista sulla scena. Carter aveva anche rispolverato la sua tromba, con cui fece molte registrazioni in quegli anni, affermandosi in breve come un solista tra i migliori.
La prima registrazione a suo nome è su un disco Crown del 1932, "Tell All Your Day Dreams to Me"  a nome di  Bennie Carter and his Harlemites. Nonostante la continua presenza sulla scena di Harlem, l'orchestra di Carter lasciò solo una manciata di testimonianze discografiche per le etichette Columbia, OKeh e Vocalion.  Le registrazioni per la OKeh furono fatte sotto il nome di Chocolate Dandies.
Nel 1933 Carter partecipò ad una notevolissima serie di sessioni di registrazione assieme al capo orchestra britannico Spike Hughes, che era a New York proprio per organizzare registrazioni con i migliori artisti afroamericani sulla scena. Carter e la sua orchestra registrarono 14 tracce più altre quattro, che all'epoca furono pubblicate solo in Gran Bretagna a nome di Spike Hughes and His Negro Orchestra. Molti dei musicisti provenivano dall'orchestra di Carter. Tra le varie formazioni (di 14-15 elementi) troviamo grandi nomi, quali: Henry "Red" Allen (tromba), Dicky Wells (trombone), Wayman Carver (flauto), Coleman Hawkins (saxe), J.C. Higginbotham (trombone), Leon "Chu" Berry (sax),. Tra i pezzi registrati: "Nocturne," "Someone Stole Gabriel's Horn," "Pastorale," "Bugle Call Rag", "Arabesque," "Fanfare," "Sweet Sorrow Blues," "Music at Midnight," "Sweet Sue Just You," "Air in D Flat," "Donegal Cradle Song," "Firebird," "Music at Sunrise", "How Come You Do Me Like You Do".

### In Europa
Nel 1935 Carter si trasferì in Europa come trombettista nell'orchestra di Willie Lewis e come arrangiatore per l'orchestra da ballo della BBC. Nei tre anni che seguirono, oltre a lasciare molte testimonianze discografiche, viaggiò per tutto il continente, suonando con musicisti locali e con musicisti americani che erano anch'essi in Europa, come ad esempio il suo vecchio amico Coleman Hawkins. Una delle più famose registrazioni di questo periodo è la versione di "Honeysuckle Rose" (1937) con Django Reinhardt e Coleman Hawkins. Una seconda versione dello stesso brano fu pubblicata sull'album "Further Definitions" (1961) che è considerato uno dei più importanti album jazz di tutti i tempi.

### Ritorno a Harlem e trasferimento a Los Angeles
Tornato negli Stati Uniti nel 1938, Carter fondò un'altra orchestra, con cui passò la maggior parte del 1939 e del 1940 al famoso Savoy Ballroom di Harlem. Nello stesso tempo scrisse arrangiamenti per Benny Goodman, Count Basie, Duke Ellington, Lena Horne, Glenn Miller, Gene Krupa, e Tommy Dorsey. Anche se la sua orchestra registrò un solo successo commerciale (“Cow-Cow Boogie,” cantato da Ella Mae Morse), molti dei pezzi composti o arrangiati da Carter negli anni 1930 divennero classici dell'età dello swing, tra gli altri “When Lights Are Low,” “Blues in My Heart,” e “Lonesome Nights.”
Carter si trasferì a Los Angeles nel 1943, per dedicarsi maggiormente al lavoro in sala d'incisione, scrivendo arrangiamenti per decine di film e produzioni televisive, a partire dal film del 1943 "Stormy Weather" in 1943, e divenendo uno dei primi afroamericani alle produzioni hollywoodiane. A Hollywood, carter scrisse arrangiamenti per Billie Holiday, Sarah Vaughan, Billy Eckstine, Pearl Bailey, Ray Charles, Peggy Lee, Lou Rawls, Louis Armstrong, Freddie Slack e Mel Tormé. Nel 1945, Carter assunse per qualche tempo il trombettista Miles Davis (temporaneamente a Los Angeles sulle tracce di Charlie Parker). Con l'orchestra Davis andò in sala di registrazione per il discoBenny Carter and His Orchestra. Nonostante la breve permanenza con Carter, Davis lo annoverava tra i suoi maestri ed amici ed ebbe a dichiarare: "Tutti dovrebbero ascoltare Benny Carter. È come un corso completo di educazione musicale"
Negli anni seguenti, Carter non smise di esibirsi dal vivo: fece un tour in Australia nel 1960 con un quartetto, fu al Newport Jazz Festival del 1968 con Dizzy Gillespie, e - nello stesso anno - in sala d'incisione con un gruppo scandinavo. Nello stesso periodo arrangiò il disco di Peggy Lee "Mink Jazz" (1962) e il singolo  "I’m A Woman".

### Presenza accademica
Nel 1969, Carter fu convinto dal professore di sociologia Morroe Berger, della Princeton University, a tenere un seminario di due giorni all'università. Questo fu l'inizio dell'attività di Carter come insegnante che nel decennio seguente visitò altre cinque volte Princeton, passandovi anche un semestre come "visiting professor".  Nel 1974 Princeton gli conferì una laurea ad honorem in scienze sociali. Carter tenne seminari in diverse altre università, tra cui uno di una settimana ad Harvard nel 1987. Un altro risultato delle sue frequentazioni accademiche fu una dettagliata biografia in due volumi scritta da Morroe Berger.

### Gli ultimi anni
All fine dell'estate del 1989, come parte della serie di concerti Classical Jazz, il Lincoln Center di New York celebrò l'ottantaduesimo compleanno di Carter con un concerto formato interamente di sue composizioni cantate da Ernestine Anderson e Sylvia Syms. Nella stessa settimana, Carter presentò una riedizione del suo album Further Definitions al Chicago Jazz Festival,  assieme a molti dei musicisti che avevano preso parte alla registrazione. Nel febbraio del 1990, Carter diresse un'orchestra di all-star al Lincoln Center per un concerto in onore di Ella Fitzgerald. Nel 1990, Carter fu proclamato "Artista Jazz dell'anno" contemporaneamente da Down Beat e da Jazz Times International.
Si è detto che Carter è l'unico musicista ad avere registrato in otto diversi decenni. Carter si ritirò dalle performance pubbliche nel 1997 e nel 1998 il Lincoln Center gli conferì il premio di "Artistic Excellence" nel corso di un concerto in cui le musiche di Carter furono eseguite da Wynton Marsalis, Diana Krall e Bobby Short (Carter non poté partecipare a causa di problemi alla schiena e Marsalis ritirò il premio in sua vece).
Carter morì all'ospedale Cedars-Sinai di Los Angeles a causa di complicazioni insorte dopo una bronchite. Aveva 95 anni. Nel 1979, aveva sposato Hilma Ollila Arons, che gli sopravvisse, assieme a una figlia e due nipoti.

## Altri premi e riconoscimenti
- 1974 - Princeton University, laurea ad honorem[14]
- 1977 - Introdotto nella Downbeat Jazz Hall of Fame
- 1978 - Black Filmmakers Hall of Fame[15]
- 1980 - Premio "Golden Score" della American Society of Music Arrangers.
- 1991 - Rutgers University, laurea ad honorem.[16]
- 1994 - Harvard, laurea ad honorem.
- 1998 - New England Conservatory, laurea ad honorem[17]

## Composizioni di Benny Carter
- "Blues In My Heart" (1931) con Irving Mills
- "When Lights Are Low" (1936) con Spencer Williams
- "Key Largo" (1948) con Karl Suesdorf, Leah Worth
- "Rock Me To Sleep" (1950) con Paul Vandervoort II
- "A Kiss From You" (1964) con Johnny Mercer
- "Only Trust Your Heart" (1964) con Sammy Cahn

## Discografia parziale

### Come Leader
- The Chronological (1929-33) - Classics #
- The Chronological (1933-36) - Classics #530
- The Chronological (1936) - Classics #541
- The Chronological (1937-39) - Classics #552
- The Chronological (1939-40) - Classics #579
- The Chronological (1940-41) - Classics #631
- The Chronological (1943-46) - Classics #923
- The Chronological (1946-48) - Classics #1043
- The Chronological (1948-52) - Classics #1297
- The Chronological (1952-54) - Classics #1400
- Royal Garden Blues (Quadromania: Benny Carter) (Membran 4CD)
- The Music Master: Benny Carter (1930-1952) (4CD) [antologia della serie The Chronological] - Proper Box
- 3, 4, 5 The Verve Small Group Sessions (1954) - Verve
- Swingin' The 20s (Quartet) (1958) - Contemporary
- Aspects (1958) - Capitol
- Jazz Giant (1958) - Contemporary
- Further Definitions (& His Orchestra) (1961) - Impulse
- Carter, Gillespie, Inc. (1976) (& Dizzy Gillespie) - Pablo
- Wonderland (1976) (The B C Group) - Pablo
- Live And Well In Japan! (1977) - Pablo
- Benny Carter 4 at Montreux '77 (1977) - Pablo